# Чемпіонат УРСР з легкої атлетики 1989
Чемпіонат УРСР з легкої атлетики 1989 серед дорослих був проведений 28-30 червня на Республіканському стадіоні в Києві.
Республіканські чемпіонати з окремих дисциплін легкої атлетики були проведені окремо.

## Призери основного чемпіонату

### Чоловіки
| Дисципліни                | Золото                                     | Золото   | Срібло                                | Срібло   | Бронза                                | Бронза   |
| ------------------------- | ------------------------------------------ | -------- | ------------------------------------- | -------- | ------------------------------------- | -------- |
| 100 метрів                | Дмитро Ваняікін Київ                       | 10,35    | Юрій Кравець Київ                     |          | Олександр Надуда Харківська обл.      | 10,50    |
| 200 метрів                | Олександр Лисенко Сумська обл.             | 21,08    | Олександр Надуда Харківська обл.      | 21,36    | Юрій Потєєв Закарпатська обл.         | 21,46    |
| 400 метрів                | Владислав Жеребятін Дніпропетровська обл.  | 47,00    | Олександр Ураскін Київ                | 47,54    | Михайло Бондаренко Донецька обл.      | 47,82    |
| 800 метрів                | Андрій Крамінський Херсонська обл.         | 1.47,90  | Юрій Букін Київ                       | 1.48,18  | Михайло Цьома Львівська обл.          | 1.48,45  |
| 1500 метрів               | Олег П'ятигорський Запорізька обл.         | 3.41,65  | Валерій Вандяк Тернопільська обл.     | 3.41,70  | Анатолій Легеда Чернігівська обл.     | 3.42,10  |
| 5000 метрів               | Микола Табак Вінницька обл.                | 14.01,34 | Сергій Жупієв Харківська обл.         | 14.07,56 | Леонід Насєдкін Дніпропетровська обл. | 14.07,98 |
| 10000 метрів              | Олександр Загоруйко Вінницька обл.         | 29.05,76 | Сергій Розум Київська обл.            | 29.07,85 | Василь Гураль Львівська обл.          | 29.09,07 |
| 110 метрів з бар'єрами    | Геннадій Дакшевич Харківська обл.          | 13,68    | Сергій Красовський Київ               | 13,72    | Андрій Каратєєв Київ                  | 13,79    |
| 400 метрів з бар'єрами    | Віталій Твердохліб Львівська обл.          | 51,10    | Вадим Подолянко Рівненська обл.       | 51,52    | Сергій Філіп'єв Сумська обл.          | 51,56    |
| 3000 метрів з перешкодами |                                            |          |                                       |          |                                       |          |
| 4×100 метрів              |                                            |          |                                       |          |                                       |          |
| 4×400 метрів              |                                            |          |                                       |          |                                       |          |
| Стрибки у висоту          | Сергій Димченко Київ                       | 2,28     | Юрій Сергієнко Ворошиловградська обл. | 2,23     | Геннадій Васкевич Львівська обл.      | 2,20     |
| Стрибки з жердиною        | Олександр Черняєв Київ                     | 5,50     | Віктор Спасов Київ                    | 5,30     | Сергій Джимієв Київ                   | 5,30     |
| Стрибки в довжину         | Ігор Стрельцов Запорізька обл.             | 7,81     | Віталій Кириленко Харківська обл.     | 7,72     | В. Миско Полтавська обл.              | 7,59     |
| Потрійний стрибок         | Володимир Іноземцев Ворошиловградська обл. | 17,02    | Геннадій Кохно Рівненська обл.        | 16,43    | Микола Мамчур Одеська обл.            | 16,38    |
| Штовхання ядра            | Олександр Багач Київська обл.              | 20,65    | Михайло Куліш Київська обл.           | 19,25    | Микола Бородкін Хмельницька обл.      | 18,29    |
| Метання диска             | Анатолій Летючий Київська обл.             | 60,92    | Геннадій Костюченко Сумська обл.      | 59,50    | Сергій Пачин Кримська обл.            | 59,08    |
| Метання молота            | Олександр Дриголь Дніпропетровська обл.    | 73,40    | Володимир Стьопочкін Кримська обл.    | 72,72    | Валерій Кочерга Запорізька обл.       | 72,64    |
| Метання списа             | Володимир Фурдило Волинська обл.           | 76,44    | Сергій Глєбов Харківська обл.         | 75,96    | Андрій Мазніченко Київ                | 75,44    |

### Жінки
| Дисципліни                | Золото                                                                      | Золото   | Срібло | Срібло   | Бронза                                 | Бронза   |
| ------------------------- | --------------------------------------------------------------------------- | -------- | --- | -------- | -------------------------------------- | -------- |
| 100 метрів                | Олена Насонкіна Харківська обл.                                             | 11,36    | Наталія Герман Харківська обл. | 11,37    | Ірина Слюсар Дніпропетровська обл.     | 11,39    |
| 200 метрів                | Олена Насонкіна Харківська обл.                                             | 23,07    | Наталія Герман Харківська обл. | 23,42    | Ірина Слюсар Дніпропетровська обл.     | 23,60    |
| 400 метрів                | Людмила Джигалова Харківська обл.                                           | 52,48    | Людмила Кощей Київ | 52,98    | Тетяна Мадибадзе Дніпропетровська обл. | 53,65    |
| 800 метрів                | Інна Євсєєва Житомирська обл.                                               | 2.01,70  | Олена Сторчова Київ | 2.03,30  | Алла Упир Донецька обл.                | 2.04,62  |
| 1500 метрів               | Тамара Коба Дніпропетровська обл.                                           | 4.14,08  | Надія Корнєва Харківська обл. | 4.15,84  | Зоя Казновська Запорізька обл.         | 4.16,13  |
| 3000 метрів               | Тамара Коба Дніпропетровська обл.                                           | 8.57,12  | Олена Пластиніна Закарпатська обл. | 9.16,22  | Наталія Лагункова Чернігівська обл.    | 9.16,83  |
| 5000 метрів               | Наталія Лагункова Чернігівська обл.                                         | 16.15,59 | Олена Пластиніна Закарпатська обл. | 16.15,96 | Марія Василюк Львівська обл.           | 16.15,98 |
| 10000 метрів              | Олена Пластиніна Закарпатська обл.                                          | 33.55,06 | Любов Клочко Запорізька обл. | 34.18,57 | Тетяна Нерубенко Харківська обл.       | 34.39,70 |
| 100 метрів з бар'єрами    | Наталія Григор'єва Харківська обл.                                          | 13,12    | Людмила Христосенко Луганська обл. | 13,40    | Наталія Колованова Харківська обл.     | 13,49    |
| 400 метрів з бар'єрами    | Людмила Ходасевич Дніпропетровська обл.                                     | 56,28    | Тетяна Базалюк Харківська обл. | 59,20    | Марина Котеньова Харківська обл.       | 59,61    |
| 2000 метрів з перешкодами |                                                                             |          | |          |                                        |          |
| 4×100 метрів              | Харківська обл.Тетяна Саблєва Олена Насонкіна Людмила Кулага Наталія Герман | 44,93    | ДинамоВікторія Фоменко (Харківська обл.) Тетяна Лозниця (Кримська обл.) Жанна Тарнопольська (Чернігівська обл.) Інесса Грицай (Кримська обл.) | 45,16    |                                        |          |
| 4×400 метрів              | Житомирська обл.Інна Цуд Надія Коновалова М. Місюра Інна Євсєєва            | 3.42,88  | |          |                                        |          |
| Стрибки у висоту          | Лариса Серебрянська Донецька обл.                                           | 1,83     | Світлана Одинцова Київська обл. | 1,83     | Ірина Присяжнюк Закарпатська обл.      | 1,83     |
| Стрибки в довжину         | Інеса Кравець Київ                                                          | 6,46     | Тетяна Шпак Донецька обл. | 6,23     | Алла Нечипорець Рівненська обл.        | 6,10     |
| Потрійний стрибок         | Світлана Нікітіна Київська обл.                                             | 13,11    | Ірина Бабакова Київ | 12,83    | Наталія Фролова Київська обл.          | 12,82    |
| Штовхання ядра            | Людмила Андреасян Дніпропетровська обл.                                     | 18,50    | Світлана Дорохова Київ | 17,60    | Ілона Захарченко Київ                  | 14,70    |
| Метання диска             | Людмила Платонова Одеська обл.                                              | 59,60    | Лариса Закорко Дніпропетровська обл. | 59,40    | Лариса Дробаха Одеська обл.            | 58,50    |
| Метання молота            | Олена Рогачевська Київська обл.                                             | 59,04    | Наталія Куницька Київ | 50,28    | Анжела Дзерожинська Київ               | 45,86    |
| Метання списа             | Зінаїда Гавриліна Дніпропетровська обл.                                     | 57,44    | Валерія Іванова Київська обл. | 54,08    | Валентина Римко Київська обл.          | 50,80    |

## Інші чемпіонати
- Зимовий чемпіонат УРСР з метань був проведений 26-28 січня в Ялті.
- Зимовий чемпіонат УРСР зі спортивної ходьби був проведений 29 січня в Алушті.
- Основний чемпіонат УРСР зі спортивної ходьби був проведений 7 травня в Києві на Республіканському стадіоні.
- Чемпіонат УРСР з легкоатлетичних багатоборств був проведений 16-17 липня в Києві на Республіканському стадіоні.
- Чемпіонат УРСР з марафонського бігу був проведений 9 вересня в Білій Церкві в межах чемпіонату СРСР з марафонського бігу.
- Чемпіонат УРСР з легкоатлетичного кросу був проведений 7 жовтня в Євпаторії.

### Чоловіки
| Дисципліни               | Золото                           | Золото  | Срібло                                  | Срібло  | Бронза                             | Бронза  |
| ------------------------ | -------------------------------- | ------- | --------------------------------------- | ------- | ---------------------------------- | ------- |
| Метання диска (зимовий)  |                                  |         |                                         |         |                                    |         |
| Метання молота (зимовий) |                                  |         |                                         |         |                                    |         |
| Метання списа (зимовий)  |                                  |         |                                         |         |                                    |         |
| Ходьба (зимовий)         |                                  |         |                                         |         |                                    |         |
| Ходьба 20000 метрів      | Ігор Пастерук Волинська обл.     | 1:26.00 |                                         |         |                                    |         |
| Десятиборство            | Ігор Олійник Київ                | 7620    | Олексій Костенич Дніпропетровська обл.  | 7255    |                                    |         |
| Марафон                  | Герман Ізергін Закарпатська обл. | 2:16.40 | Дмитро П'ятничук Івано-Франківська обл. | 2:16.51 | Віктор Корнієнко Миколаївська обл. | 2:17.17 |
| Крос                     |                                  |         |                                         |         |                                    |         |

### Жінки
| Дисципліни               | Золото                           | Золото  | Срібло                          | Срібло  | Бронза                               | Бронза  |
| ------------------------ | -------------------------------- | ------- | ------------------------------- | ------- | ------------------------------------ | ------- |
| Метання диска (зимовий)  |                                  |         |                                 |         |                                      |         |
| Метання молота (зимовий) |                                  |         |                                 |         |                                      |         |
| Метання списа (зимовий)  |                                  |         |                                 |         |                                      |         |
| Ходьба (зимовий)         |                                  |         |                                 |         |                                      |         |
| Ходьба 10000 метрів      | Наталія Сербіненко Донецька обл. | 46.11   |                                 |         |                                      |         |
| Семиборство              |                                  |         |                                 |         |                                      |         |
| Марафон                  | Любов Клочко Запорізька обл.     | 2:28.47 | Ганна Бідзіля Закарпатська обл. | 2:42.46 | Галина Жульєва Дніпропетровська обл. | 2:43.09 |
| Крос                     |                                  |         |                                 |         |                                      |         |